# Белесере (Ређо Емилија)
Белесере је насеље у Италији у округу Ређо Емилија, региону Емилија-Ромања.
Према процени из 2011. у насељу је живело 30 становника. Насеље се налази на надморској висини од 558 м.